# Lars-Henrik Walther
Lars-Henrik Walther (* 21. April 1968 in Fürstenfeldbruck) ist ein ehemaliger deutscher Handballspieler. Er spielte 16 Jahre in der Handball-Bundesliga und bestritt 456 Bundesligaspiele.
Von 1986 bis 1989 absolvierte der Kreisläufer eine Ausbildung zum Bankkaufmann. Nach dem Wehrdienst wechselte er als Profihandballer zum TSV München-Milbertshofen.
Er studierte Betriebswirtschaft an der FH München und der FH Lahr (Fernstudium). Parallel zum Profisport arbeitete er bei der Volksbank Dormagen im Bereich der Öffentlichkeitsarbeit und bei der intelligence AG in Bielefeld, wo er eine Fortbildung zum SAP-Berater (HR) absolvierte. Nachdem er 2006 seine Laufbahn als Profihandballer beendet hatte, war er noch bis Oktober 2007 Team-Manager der Bundesliga-Mannschaft von Frisch Auf Göppingen.
Zwischen 2006 und 2013 war er als Assistent der Geschäftsleitung in einem Göppinger Unternehmen tätig und kümmerte sich um die Belange der Kundenbetreuung und des Marketing. Seit 2014 ist er als Produktmanager bei der Fa. EWS Weigele GmbH & Co. KG in Uhingen tätig.
Im Januar 2008 gab Walther sein Comeback bei der Turnerschaft Göppingen und wirkte beim Aufstieg in die Oberliga mit.
Zusammen mit Pascal Morgant und Ralf Abend gründete Lars-Henrik Walther das FRISCH AUF! Handball Nachwuchscenter. In diesem Center werden Jugendliche ab der C-Jugend bis hin zur zweiten Mannschaft von Frisch Auf Göppingen leistungsorientiert betreut und ausgebildet. Walther fungiert neben seiner Tätigkeit als Abteilungsleiter mit dem Ressort Marketing auch als Co-Trainer und übergangsweise als Spieler in der zweiten Mannschaft.
Im Rahmen der Kooperation des FRISCH AUF! Nachwuchscenter mit der Turnerschaft Göppingen übernahm Lars-Henrik Walther das Traineramt der ersten Männermannschaft in der Württembergliga zur Winterpause 2008/09. Nach einem Gastspiel beim TSV Deiszisau (BWOL) in der Rückrunde der Saison 2010/11 als Spieler, wurde er Trainer bei der SG Lauterstein. Mit seiner Mannschaft schaffte er den direkten Wiederaufstieg in die BWOL und wurde Württembergischer Meister 2012. Zur Saison 2017/18 übernahm Walther erneut das Traineramt bei der SG Lauterstein, legte dieses jedoch zur Winterpause 2018 nieder.
Nach einer zweijährigen Handballpause konnte Large-Henrik Walther von der HSG Bargau/Bettringen für das Traineramt der Landesliga-Handballer gewonnen werden. In einer verlustpunktfreien ersten Saison, die leider vorzeitig durch die Corona-Pandemie beendet wurde, konnten Trainer und Mannschaft bereits erste Ansätze der hervorragenden Zusammenarbeit unter Beweis stellen.
Im November 2023 legte er sein Traineramt nach einer Serie von sechs Niederlagen in sechs Ligaspielen nieder.
Lars-Henrik Walther ist alleinerziehender Vater von vier Töchtern.

## Erfolge
- 1991 Europapokalsieger der Pokalsieger
- 1992 und 2006 Europapokalfinalist
- 1998 und 2002 Supercupsieger
- 2002 Deutscher Pokalsieger
- 1998, 2002, 2003 und 2005 Final Four Hamburg

weitere Erfolge:
- 1988 und 2008 Aufstieg in die Oberliga TuS Fürstenfeldbruck/TS Göppingen
- 1989 Aufstieg in die Regionalliga mit dem TuS Fürstenfeldbruck
- 2012 Ausstieg in die Baden-Württemberg-Oberliga und Württembergischer Meister mit der SG Lauterstein[3]